# Salvator rufescens
il Tegu rosso (Salvator rufescens) è una specie di lucertola della famiglia Teiidae. È distribuito nel centro dell'Argentina, nel sud-est della Bolivia e nel nord-ovest del Paraguay.

## Descrizione
Ha il corpo cilindrico e una coda lunga e robusta. Sono sauri di grandi dimensioni: la lunghezza dalla testa alla base della coda (non la lunghezza totale) è di 50 cm nei maschi adulti, le femmine sono leggermente più piccole; il maschio può arrivare a pesare oltre 10 kg. 
Possiede un dorso marrone nocciola, con macchie più chiare, e il ventre rossastro. Può essere confuso con il suo congenere Salvator merianae (col quale spesso si ibrida spontaneamente), da cui si distingue per la sua colorazione dorsale rossastra (a differenza delle parentesi graffe trasversali nere in S. merianae) e per avere meno di 20 pori preanali e femorali (generalmente in S. merianae ce ne sono 25). 

## Distribuzione e habitat
L'habitat è costituito dalle aree forestali del Gran Chaco, dalle praterie della savana, e dalle radure.

## Alimentazione
É onnivoro, e la sua dieta comprende artropodi, piccoli vertebrati, frutta e foglie.

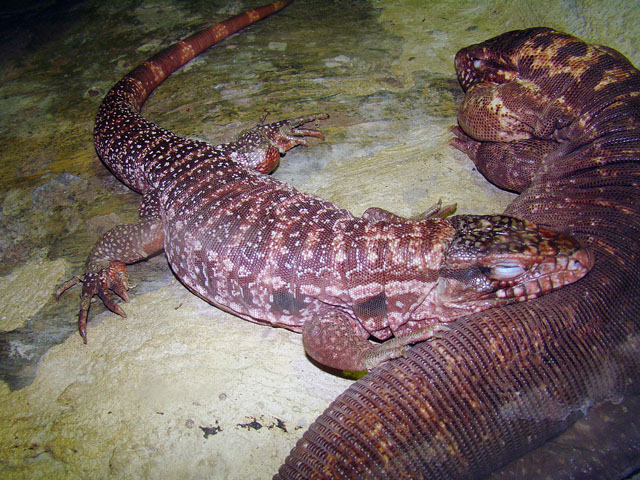
Due esemplari in cattività

## Riproduzione
La riproduzione è stagionale, la covata è composta in media da 20 uova circa. 
Raggiunge la maturità sessuale attorno al terzo anno di vita, quando ha una lunghezza di 30 cm dal muso alla base della coda.

## Comportamento
È una specie diurna, eliofila, attiva tutto il giorno. Passa la maggior parte del tempo a localizzare le prede, con l'aiuto della sua lingua compressa e biforcuta. La temperatura corporea degli individui è di circa 38 °C. Quando minacciato, rimane immobile con la bocca spalancata, emettendo un sibilo acuto per intimidire l'aggressore.

## Curiosità
- Un esemplare è stato utilizzato nel film del 1959 Viaggio al centro della Terra, primo adattamento cinematografico dell'omonimo libro di Jules Verne, per "interpretare"  il megalosauro.